# 郑业成
郑业成 （1993年8月26日—），生于吉林省吉林市，中国内地演员。毕业于中国戏曲学院2010级京剧表演专业。

## 生平
1993年8月26日出生於吉林省吉林市，中國内地影視演員。7歲開始學習京劇，10歲考入上海戲劇學院附屬戲曲學校正式學習武生，2010年考入中國戲曲學院京劇表演班， 於2014年6月畢業。
2012年9月，因參演電影《百萬愛情寶貝》中的棒棒糖一角而進入演藝圈。
2013年6月，在古裝神話劇《劍俠/八仙前傳》中飾演藍采和；7月，在古裝玄幻劇《古劍奇譚》中客串出演方蘭生貼身書童旺財；8月，參演古裝劇《秀麗江山之長歌行》，在劇中飾演少年鄧禹。
2014年10月，在《半路父子》中飾演高邁，與張國立老師組成半路父子；10月，加盟古裝劇《羋月傳》劇組，在劇中飾演歷史上著名的美男子宋玉。
2015年6月，在《花千骨》中飾演擁有“洪荒之力”的南弦月；10月領銜主演網絡偶像劇《男神執事團》，飾演擁有“創造時空”能力的執事羽早川；7月，參演民國大劇《戀戀闕歌》，飾演歌劇院演員杜春生。2016年8月，在劇本《微微一笑很傾城》中飾演陽光可愛的美人師兄郝眉；12月，加盟網劇《重生之名流巨星》，飾演人氣歌手厲逍。 
2016年9月，被經紀公司控訴違反合約，私下接洽《姐姐好餓》擔任小S的助理主持工作。
2016年9月，在漫改武俠劇《畫江湖之不良人》中飾演男主角李星雲，熱血的打戲給觀眾留下了深刻的印象。12月，在奇幻動作網絡大電影《王牌御史之獵妖教室》中飾演雙Q飄忽不定不按常理出牌的打更人葉言。
2017年8月7日，在古裝科幻劇《顫抖吧，阿部》中飾演豐朗俊雅的長安第一才俊唐青風。
2018年6月，其主演的《顫抖吧阿部之朵星風雲》正式殺青，在劇中飾演“長安城第一青年才俊”唐青風。 同年，參演大型古裝電視連續劇《鶴唳華亭》，飾演“少年將軍”顧逢恩。10月，其主演的反套路古裝探案輕喜甜愛劇《盛唐幻夜》正式播出，在劇中飾演失去記憶淪為馬 奴穆樂的娑羅國王子阿嬰。
2019年，主演仙俠玄幻劇《三千鴉殺》，在劇中飾演傅九雲。10月21日，主演刑偵可以突破禁毒大片《玫瑰行者》，在劇中飾演殺伐果斷的毒梟養子張冼赫。
2020年1月，領銜主演古裝奇幻劇《離人心上》，在劇中飾演殺伐果斷的將軍薛曜。5月，主演裝奇幻劇《鏡·雙城》，他在劇中飾演了三個角色，分別為有勇有謀的太子真嵐、太子的祖輩星尊帝琅以及滄流的掌權人鷙者。9月，主演都市劇《北轍南轅》，在劇中飾演外表英俊、廚藝高超的廚師趙赫男。隨後，參演現實題材劇《功勳》中的第八單元《袁隆平的夢》。11月，領銜主演奇幻都市愛情劇《滿月之下請相愛》，在劇中所飾演許曉冬，表面上是一位平凡碼農，實則是揹負血海深仇的天才遊戲設計師。
2021年3月11日，其主演的由愛奇藝出品，坦當文化聯合出品，朱少傑執導的古裝愛情劇《祝卿好》於橫店開機，在劇中飾演金麟衛沈宴，該劇於2022年4月16日起在愛奇藝播出。7月11日，其主演的電視劇《北轍南轅》在愛奇藝播出。7月18日，其主演的由陳家霖導演、改編自起點中文網白金作家耳根的同名代表作《一念永恆》宣布開機，在劇中飾演生性自在、做事不遵常理但內心善良的山村少年白小純。
2022年3月8日，其主演的由華人劇薈（上海）文化傳媒公司出品，戚其義導演執導的古裝女性懸疑劇《隱娘》在橫店正式開機，在劇中分飾出身顯赫、澄澈通達的貴公子朱鏡和閱盡眾生邪惡的行腳僧鏡真。
2023年3月，領銜主演現代劇《许你万家灯火》。
2024年11月30日，與譚松韻領銜主演的勵志大女主劇《蜀錦人家》定檔於優酷撥出，改編自網路作家樁樁小説《蜀錦人家》。

## 影视作品

### 电视剧
| 首播年份 | 剧名                 | 角色           | 备注               |
| 2014年   | 神雕侠侣             | 小王将军       |                    |
| 2014年   | 古剑奇谭             | 旺财           |                    |
| 2014年   | 剑侠                 | 蓝采和         |                    |
| 2014年   | 半路父子             | 高迈           |                    |
| 2015年   | 会痛的十七岁         | 王子侨         | 网络剧             |
| 2015年   | 男神执事团           | 羽早川         | 网络剧             |
| 2015年   | 花千骨               | 南无月/南弦月  |                    |
| 2015年   | 芈月传               | 宋玉           |                    |
| 2015年   | 戀戀闕歌             | 杜春生         |                    |
| 2016年   | 重生之名流巨星       | 厉逍           | 网络剧             |
| 2016年   | 秀丽江山之长歌行     | 邓禹（少年）   |                    |
| 2016年   | 微微一笑很倾城       | 郝眉/莫扎他    |                    |
| 2016年   | 画江湖之不良人第一季 | 李星云/唐昭宗  | 网络剧             |
| 2016年   | 画江湖之不良人第二季 | 李星云/唐昭宗  | 网络剧             |
| 2017年   | 恋恋阙歌             | 杜春生         |                    |
| 2017年   | 醉玲珑               | 玲珑使         | 客串               |
| 2017年   | 颤抖吧，阿部！       | 唐青风         | 网络剧             |
| 2017年   | 醉玲珑番外之玲珑醉梦 | 玲珑使         | 网络剧，客串       |
| 2018年   | 颤抖吧阿部之朵星风云 | 唐青风/伊      | 网络剧             |
| 2018年   | 盛唐幻夜             | 穆乐/ 阿嬰王子 |                    |
| 2019年   | 鹤唳华亭             | 顾逢恩         |                    |
| 2020年   | 三千鸦杀             | 傅九云/公子齊  |                    |
| 2020年   | 离人心上             | 薛曜/關山先生  | 网络剧             |
| 2020年   | 别云间               | 顾逢恩         | 网络剧             |
| 2021年   | 北辙南辕             | 赵赫男         | 网络剧             |
| 2021年   | 玫瑰行者             | 张冼赫         |                    |
| 2021年   | 满月之下请相爱       | 许晓冬         | 网络剧             |
| 2021年   | 功勋                 | 冯克珊         | 单元《袁隆平的梦》 |
| 2022年   | 镜·双城              | 真岚/琅玕      |                    |
| 2022年   | 祝卿好               | 沈宴           | 网络剧             |
| 2023年   | 许你万家灯火         | 林奇           |                    |
| 2023年   | 无眠之境             | 陆风平         | 网络剧             |
| 2023年   | 问苍茫               | 周恩来         |                    |
| 2024年   | 蜀锦人家             | 杨静澜         |                    |
| 2025年   | 掌心                 | 伍安康         | 网络剧             |
| 2025年   | 念无双               | 傅九云         | 网络剧             |
| 待播     | 奇迹                 | 阿杰           |                    |
| 待播     | 一念永恒             | 白小纯         |                    |
| 待播     | 隐娘                 | 朱镜/镜真      | 网络剧             |
| 待播     | 知北游               |                | 网络剧             |
| 待播     | 明月苍茫             |                | 网络剧             |
| 待播     | 佳偶天成             | 傅九云         | 客串               |

### 电影
| 上映年份 | 电影名             | 角色   | 备注     |
| 2013年   | 百万爱情宝贝       | 棒棒糖 |          |
| 2015年   | 一半一半，愛情未滿 | 李未   |          |
| 2016年   | 王牌御史之猎妖教室 | 叶言   | 网络电影 |
| 2024年   | 传说               | 叶成   |          |
| 待上映   | 心动保单           |        |          |

### 音樂單曲
| 歌曲名稱                | 發行時間  | 歌曲簡介                       |
| ----------------------- | --------- | ------------------------------ |
| 《擦肩》                | 2021-8-19 | 《玫瑰行者》插曲               |
| 《眠眠》 (男女主Live版) | 2020-8-4  | 《離人心上》主題曲             |
| 《戀戀風景》            | 2018-9-25 | 《顫抖吧阿部之朵星風雲》片尾曲 |
| 《專屬愛情》            | 2017-8-4  | 《顫抖吧,阿部!》片尾曲         |
| 《一笑傾城》            | 2016-8-5  | 《微微一笑很傾城》推廣曲       |
| 《不可觸摸的戀人》      | 2015-7-27 | 《男神執事團》主題曲           |

### 廣告作品
| 名稱                   |
| ---------------------- |
| 康師傅礦泉水           |
| 北京歡樂水魔方水上樂園 |

### 紀錄片
| 名稱                                  |
| ------------------------------------- |
| 追光逐夢 鄭業成：天使吻過的少年（上） |
| 追光逐夢 鄭業成：天使吻過的少年（下） |

### 京劇作品（不完全統計）
| 時間       | 劇名                 | 扮演角色   |
| ---------- | -------------------- | ---------- |
| 2011-11-04 | 《打青龍》           | 青龍       |
| 2012-05-03 | 《春閨夢》           | 八男兵之一 |
| 2012-05-03 | 《荒山淚·夜織·搶子》 | 八校尉之一 |
| 2012-05-05 | 《賺歷城》           | 八藍兵之一 |
| 2012-05-06 | 《春草闖堂》         | 六皂吏之一 |
| 2012-05-25 | 《戰金山》           | 韓世忠     |
| 2012-05-25 | 《黃一刀》           | 不詳       |
| 2012-06-25 | 《戰金山》           | 韓世忠     |
| 2012-12-23 | 《大溪皇莊》         | 劉德太     |
| 不詳       | 《鋸大缸》           | 不詳       |
| 不詳       | 《太君辭朝》         | 不詳       |

### 综艺节目
| 播出時間          | 節目名稱                                          | 播出平台           | 備註                                                                                       |
| ----------------- | ------------------------------------------------- | ------------------ | ------------------------------------------------------------------------------------------ |
| 2014年11月3日     | 偶像万万碎                                        | 芒果TV             |                                                                                            |
| 2014年12月17日    | 我是大美人                                        | 愛奇藝 芒果TV 優酷 |                                                                                            |
| 2016年9月1日      | 姐姐好饿                                          | 愛奇藝             |                                                                                            |
| 2016年11月4日     | 大牌对王牌                                        | 愛奇藝             |                                                                                            |
| 2016年11月21日    | 偶像万万碎                                        | 芒果TV             |                                                                                            |
| 2018年10月26日    | 零零大冒險2                                       | 中央電視台少兒頻道 | 第二期-鄭業成哥哥力爆棚                                                                    |
| 2018年11月17日    | 快樂大本營                                        | 芒果TV             |                                                                                            |
| 2018年11月10-11日 | 超新星全運會                                      | 騰訊視頻           |                                                                                            |
| 2019年10月25日    | 诗意中国第二季                                    | 深圳卫视           | 霍尊深情献唱《故乡的云》，郑业成东北话念诗魔性上头                                         |
| 2019年12月10日    | 花花萬物                                          | 優酷               | 鶴唳華亭劇組                                                                               |
| 2019年12月20日    | 诗意中国第二季                                    | 深圳卫视           | 方文山谈歌曲创作干货，郑业成唯美演绎《烟花易冷》                                           |
| 2019年12月27日    | 诗意中国第二季                                    | 深圳卫视           | 霍尊&郑业成“文武双全”同台首秀                                                              |
| 2020年12月18日    | 诗意中国第三季                                    | 深圳卫视           |                                                                                            |
| 2021年6月26日     | 百年礼赞——庆祝中国共产党成立100周年大型交响音诗画 | 吉林卫视           | 【百年礼赞】情景朗诵《毛泽东〈为人民服务〉（节选）》 朗诵：韩童生 黄品沅 王斑 表演：郑业成 |
| 2021年12月11日    | 最美中国戏                                        | 北京卫视           | 第八期：罗一舟姚琛挑战最燃生行相 郑业成圆梦扮演赵云                                        |
| 2022年1月28日     | 百花迎春——中國文學藝術界2022春節大聯歡            |                    | 與中央戲劇學院實驗劇團的王衞國、張喜前等合作表演戲劇《一生》                               |
| 2022年1月25日     | 2022年吉林衞視春節聯歡晚會                        | 吉林衞視           | 參演開場秀《瑞雪豐年》、小品《天定奇緣》                                                   |
| 2022年6月10日     | 萌探探探案第二季                                  | 愛奇藝             | 第3期《三國演義》萌說三國-鄭業成（關平）                                                   |
| 2022年11月13日    | 藝覽吾"遺"                                        | CCTV-3綜藝頻道     | 第1期:非遺正當時，傳統也新潮！                                                             |
| 2022年12月17日    | 无限超越班                                        | 浙江卫视           | 固定嘉宾                                                                                   |
| 2023年1月20日     | 喜气洋洋合家欢—2023东西南北贺新春                 |                    | 与张雪迎共同演唱《我们的新年》                                                             |
| 2024年2月10日     | 百花迎春——中国文学艺术界2024春节大联欢            |                    | 表演节目《骁》                                                                             |
| 2024年5月3日      | 奔跑吧第十二季                                    |                    | 飞行嘉宾                                                                                   |
| 2024年6月27日     | 我在橫店打籃球                                    |                    |                                                                                            |
| 2024年7月5日      |                                                   |                    |                                                                                            |
| 2024年10月26日    | 你好星期六                                        | 湖南卫视，芒果TV   | 《蜀锦人家》剧组宣传                                                                       |

## 獎項
| 获奖时间   | 奖项名称                                         | 获奖作品           | 获奖结果 |
| ---------- | ------------------------------------------------ | ------------------ | -------- |
| 2021-01-21 | 第二届“人民日报数字传播融屏传播盛典”融屏活力演员 |                    | 获奖     |
| 2019-12-22 | 第四届“金骨朵网络影视盛典”年度潜力男演员         | 《鹤唳华亭》       | 获奖     |
| 2018-04-17 | 第二届“网影盛典”最佳网络剧男主角                 | 《颤抖吧，阿部！》 | 获奖     |
| 2016-12-03 | 2017年“爱奇艺尖叫之夜”年度电视剧新人             |                    | 获奖     |
| 2016-11-06 | 2016年“明星势力榜”年度新星                       |                    | 获奖     |

## 外部
- 郑业成的新浪微博
- 郑业成工作室 （页面存档备份，存于）
- 郑业成在时光网上的簡介（简体中文）